# Karaś (Pojezierze Brodnickie)
Karaś – jezioro położone w województwie warmińsko-mazurskim, w powiecie iławskim, w gminie Iława oraz częściowo w powiecie nowomiejskim, w gminie Biskupiec. Leży na obszarze Pojezierza Brodnickiego.
W systemie gospodarki wodnej jest jednolitą częścią wód Karaś o kodzie PLLW20575. Reprezentuje typ 3b, czyli jezioro o wysokiej zawartości wapnia, o dużym wypływie zlewni, niestratyfikowane. Należy do regionu wodnego Dolnej Wisły, podlegając regionalnemu zarządowi gospodarki wodnej PGW WP w Gdańsku, od 2018 zarządowi zlewni w Tczewie. Jezioro to wraz z wodami Gaci stanowi odrębny obwód rybacki.

## Charakterystyka
Karaś to płytkie, polodowcowe jezioro eutroficzne (podtyp allotroficzny ze względu na zasobność w substancje hummusowe). Lustro wody zajmuje ok. 380 ha (według danych z 2011, zmniejszyło się od poprzednich badań, gdy powierzchnia wynosiła 423,3 ha). Ma wymiary ok. 2,8 × 2,2 km, a średnia głębokość wynosi zaledwie 0,6 m. Dzieli się ono na dwie części połączone płytką cieśniną, a wymiana między nimi jest utrudniona. Obydwie części otoczone są przez szuwary, zarośla i lasy bagienne. Dno pokrywa 10 gatunków ramienic (wszystkie wpisane na czerwoną listę roślin i grzybów Polski). Jezioro silnie zarasta, w dużej mierze płem paprociowym, i charakteryzuje się silnymi procesami torfotwórczymi, które dużo szybciej przebiegają w południowej misie. Szuwary utworzyły dwie wyspy w północnej i kilkanaście w południowo-wschodniej części akwenu.
W obrębie zlewni bezpośredniej znajduje się część zabudowań wsi Karaś i Skarszewo. Otoczony jest przez las, który także podlega torfowieniu. Zbiornik jest zasilany przez niewielkie, liczne, okresowe cieki. Z południowego brzegu wypływa rzeczka Gać, odprowadzająca wody do jeziora Trupel.

## Jakość wód
W 2014 większość zbadanych wskaźników stanu ekologicznego wód wskazywała na drugą klasę jakości (stan dobry), a żadna z badanych substancji priorytetowych nie przekroczyła norm dobrego stanu chemicznego. W 2018 stan ekologiczny sklasyfikowano jako umiarkowany (klasa III). W tym roku również stwierdzono przekroczenie norm dobrego stanu chemicznego dla PBDE i rtęci w tkankach ryb i benzo(a)pirenu w wodzie. Również w 2018 osady jeziora okazały się jednymi z najbardziej zanieczyszczonych związkami azotu (34940 mg/kg) wśród badanych w Polsce. Są też zanieczyszczone acenaftenem i w nieco mniejszym stopniu benzo(a)pirenem. Zanieczyszczenie innymi substancjami priorytetowymi i metalami ciężkimi nie przekracza kryteriów.

## Ochrona
Obszar ten ma wysokie walory przyrodnicze ze względu na procesy torfotwórcze i zamieszkującą tu faunę. Stanowi lęgowisko dla ponad 175 gatunków ptaków wodnych i błotnych, a także teren dogodny dla kilku gatunków roślin chronionych. Od 1958 jezioro wraz z przylegającymi lasami jest chronione w ramach rezerwatu przyrody. 3 stycznia teren rezerwatu stał się obszarem chronionym w ramach konwencji ramsarskiej (jako drugi w Polsce, jednocześnie z 3 innymi obszarami). W 2008 utworzono także specjalnego obszaru ochrony siedlisk Natura 2000 „Jezioro Karaś” PLH280003.